# قادهار (سرخون)
قادهار (بالفارسية: قادهار) هي قرية تقع في إيران في قسم سرخون الريفي. يقدر عدد سكانها بـ 581 نسمة بحسب إحصاء 2016.